# Clarence Adams (soldat)
Clarence Adams (né le 4 janvier 1929 et mort le 17 septembre 1999) était un GI afro-américain pendant la guerre de Corée. Il fut capturé le 29 novembre 1950, lorsque l'Armée populaire de libération envahit la position de son unité d'artillerie entièrement composée de noirs. Adams a été détenu comme prisonnier de guerre jusqu'à la fin de la guerre. Au lieu de retourner aux États-Unis pendant l'opération Big Switch, Adams fut l'un des 21 soldats américains qui choisirent de s'installer en République populaire de Chine. À la suite de leur décision, ces 21 Américains ont été considérés comme des transfuges.

## Début de la vie
Adams est né le 4 janvier 1929 et a grandi dans un quartier pauvre à Memphis (Tennessee). Il abandonne ses études secondaires et rejoint l'armée américaine en 1946, à l'âge de 17 ans.

## Guerre de Corée
Après une formation de base, Adams est devenu mitrailleur d'infanterie. Il fut envoyé en Corée peu après le déclenchement de la guerre entre le Nord et le Sud en juin 1950 et fut affecté à la batterie A du 503e régiment d'artillerie, rattaché à la 2e division d'infanterie. Il s'agissait de sa deuxième mission en Corée, puisqu'il y avait été affecté pour la première fois en 1948.
Après sa capture par les Chinois, Adams a suivi des cours de théorie politique communiste et a ensuite donné des conférences à d'autres prisonniers dans les camps. En raison de cette collaboration avec ses ravisseurs, il était probable qu’il soit poursuivi par l’armée lors de son rapatriement. Pendant la guerre du Vietnam, Adams a réalisé des émissions de propagande pour Radio Hanoï depuis leur bureau chinois, disant aux soldats noirs américains de ne pas se battre : « You are supposedly fighting for the freedom of the Vietnamese, but what kind of freedom do you have at home, sitting in the back of the bus, being barred from restaurants, stores and certain neighborhoods, and being denied the right to vote. ... Go home and fight for equality in America. ».
Adams a épousé une femme chinoise du nom de Liu Lin Feng et a vécu en Chine jusqu'en 1966.

## Retour aux États-Unis
Adams est revenu aux États-Unis depuis la Chine via Hong Kong le 26 mai 1966, affirmant que sa mère lui manquait. La Commission des activités anti-américaines de la Chambre des représentants a assigné Adams à comparaître à son retour, mais ne l'a pas interrogé publiquement. Les accusations portées par le comité ont été abandonnées.
Il a ensuite lancé une entreprise de restauration chinoise à Memphis en 1972. Il en a dirigé jusqu’à quatre avec sa femme.
Adams est décédé le 17 septembre 1999. Son autobiographie , An American Dream: The Life of an African American Soldier and POW Who Spent Twelve Years in Communist China, a été publiée à titre posthume en 2007 par sa fille Della Adams et Lewis H. Carlson.